# Aleksandr Niewierow

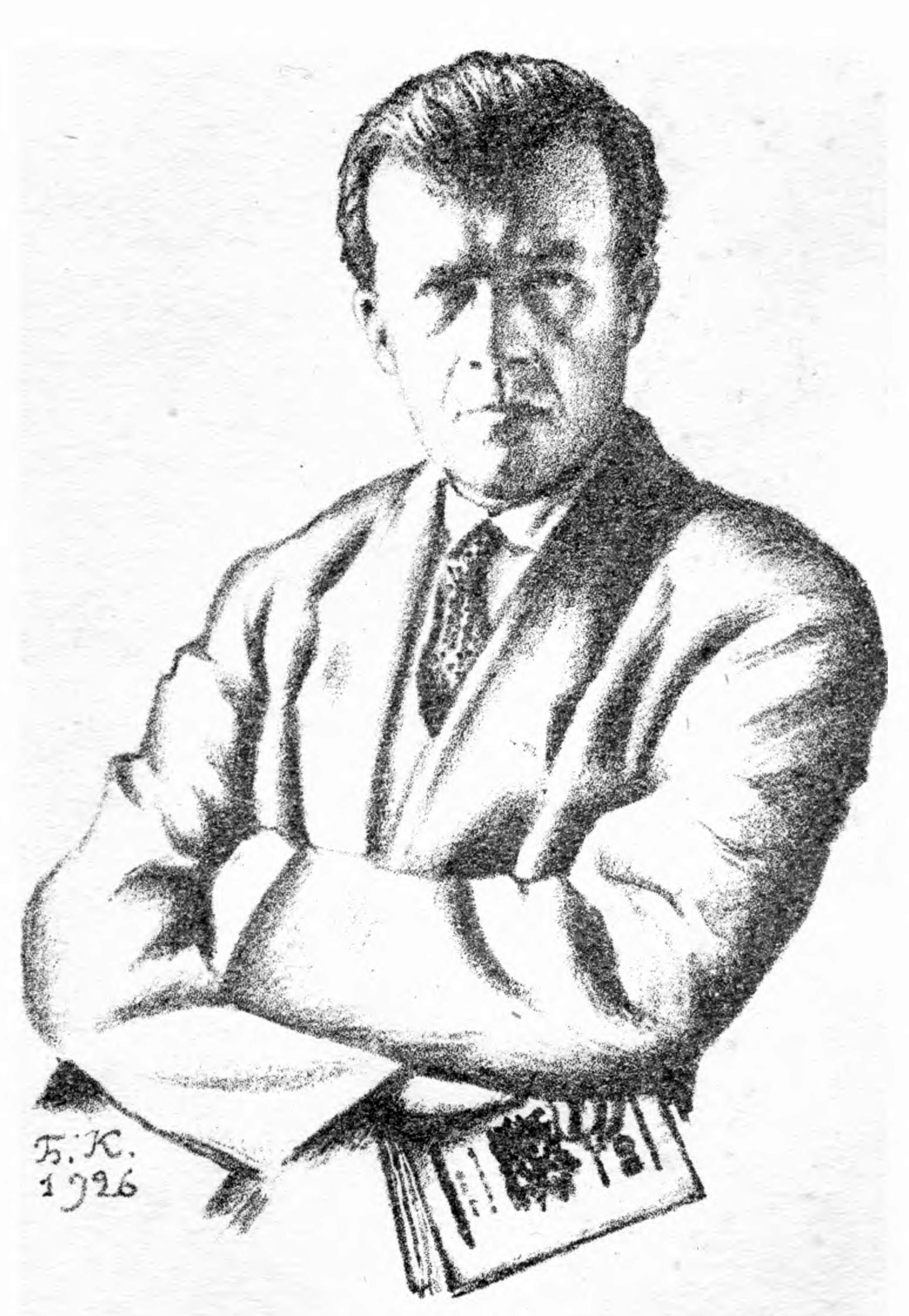

Aleksandr Siergiejewicz Niewierow, właśc. Aleksandr Siergiejewicz Skobielew (ros. Александр Сергеевич Скобелев, ur. 24 grudnia 1886 we wsi Nowikowka, gub. samarska, zm. 24 grudnia 1923 w Moskwie) – rosyjski pisarz i dramaturg.

## Życiorys
Pochodził z rodziny chłopskiej. W roku 1906 ukończył seminarium nauczycielskie i przez kolejne dziesięć lat pracował jako nauczyciel wiejski. Po wybuchu rewolucji październikowej opowiedział się po stronie bolszewików i brał udział w tworzeniu nowych struktur władzy w Samarze, pisał też dramaty agitacyjne. W latach 1920–1921 przebywał w Taszkencie, gdzie był świadkiem klęski głodu.
Jako pisarz zadebiutował w 1906 roku krótkim opowiadaniem Zalali robaka (Горе залили). W tym okresie jego twórczość koncentrowała się na ukazywaniu życia codziennego ludności chłopskiej. Po rewolucji bolszewickiej pisał o dramacie ludności cywilnej w okresie wojny domowej. Wstrząsającym obrazem wojny domowej stała się powieść Taszkient – miasto chleba, przedstawiający rzeczywistość głodującego miasta oczami 12-letniego chłopca.
Ostatnie lata życia spędził w Moskwie, gdzie związał się z grupą literacką „Kuznica”. Pochowany został na Cmentarzu Wagańkowskim.

## Dzieła
- 1906: Горе залили (Zalali robaka)
- 1907: Авдотьина жизнь (Życie Awdotji)
- 1911: Учитель Стройкин (Nauczyciel Strojkin)
- 1921: Марья-большевичка (Maria-bolszewiczka)
- 1921: Голод (Głód)
- 1923: Гуси-лебеди (Gęsi-łabędzie)
- 1923: Ташкент — город хлебный (Taszkient – miasto chleba)
- 1924: Повести о бабах (Opowiadania o babach)

## Adaptacje filmowe
- Taszkient – miasto chleba – radziecki film z 1968 roku